# Ben Spies
Ben Spies (Memphis, 11 luglio 1984) è un pilota motociclistico statunitense ritiratosi dall'attività agonistica. Ha vinto il campionato mondiale Superbike nel 2009.

## Carriera
Ha iniziato a gareggiare con moto della classe 125 in Texas, per poi diventare professionista nel 2000, quando gareggia nel campionato AMA Supersport. Per i seguenti due anni gareggiò in Superstock, anche se disturbato da un infortunio al ginocchio, mentre nel 2003 approda al team Yoshimura Suzuki.
Spies ha vinto il campionato AMA Superbike nel 2006 (battendo Mat Mladin, vincitore all'epoca di 6 degli ultimi 7 campionati), quando vinse 6 gare consecutive all'inizio della stagione 2006 riuscendo ad accumulare il vantaggio necessario a contenere la successiva rimonta di Mladin ed a vincere il titolo con 649 punti contro i 641 di Mladin. In totale ha fatto sue 7 pole position e 17 podi. Nel 2007 ha vinto di nuovo il campionato statunitense davanti a Mladin, ma questa volta di un solo punto.
Nel corso della stagione 2008, oltre a vincere il terzo titolo AMA Superbike, Spies prende parte a tre appuntamenti del motomondiale come wild card in sella alla Suzuki GSV-R del team Rizla Suzuki MotoGP: il primo a Donington Park e poi per i due GP statunitensi di Laguna Seca e Indianapolis, dove ha ottenuto il suo migliore piazzamento in sesta posizione.

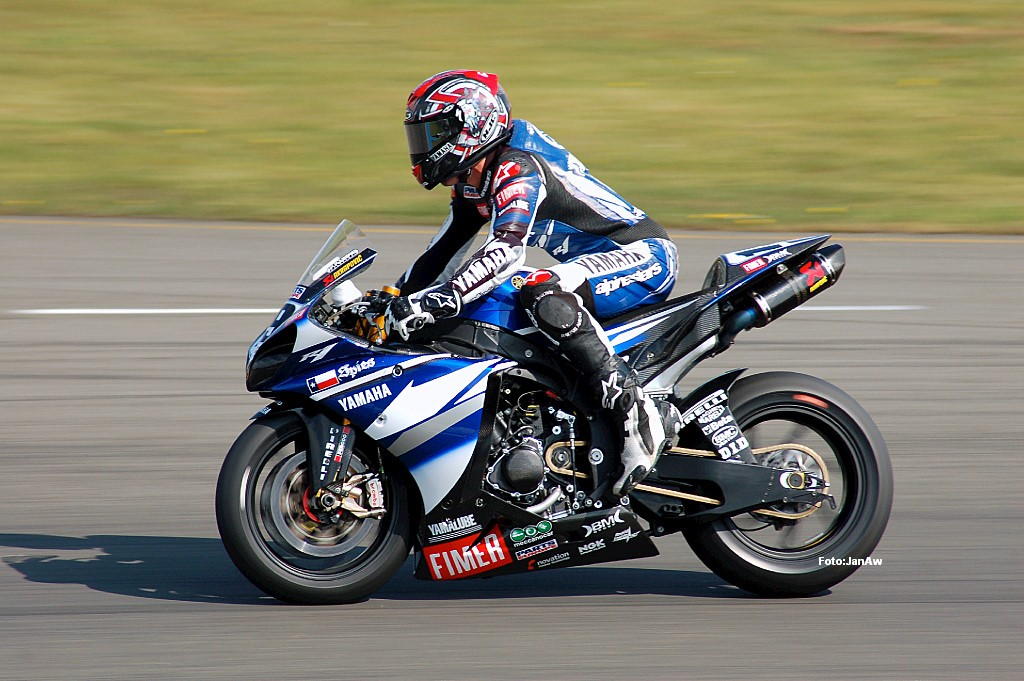
Spies durante il Gran Premio di Assen del 2009.

Nel 2009 approda nel campionato mondiale Superbike alla guida della Yamaha YZF-R1 del team Yamaha Motor Italia WSB. In questa stagione è autore di 7 pole position nelle prime sette gare della stagione 2009. Il 1º marzo, in occasione di gara 2 del GP di Australia, a Phillip Island, ha ottenuto la prima vittoria nel WSBK, ripetendosi poi due settimane dopo, sul circuito di Losail in Qatar, vincendo entrambe le gare. La gara successiva che si è disputata sul circuito di Valencia conquista la pole position, mentre ha ottenuto un secondo posto in gara 2 dopo esser caduto in gara 1. Il 26 aprile sul circuito di Assen, partendo ancora dalla superpole, vince la prima gara, mentre in gara 2 scivola lasciando strada ad Haga che vince. Il 9 maggio del 2009 ottiene la quinta Superpole consecutiva, stavolta a Monza. Il giorno successivo, in gara 1, dopo aver guidato a lungo la gara, finisce la benzina all'ultima curva, consegnando la vittoria a Michel Fabrizio, che si classifica primo davanti a Noriyuki Haga e Max Biaggi. Vince però in gara 2. Sul circuito di Kyalami in Sudafrica fa un terzo posto in gara 1 ed in gara 2 ha un problema tecnico ai primi giri mentre conduceva la gara. Al GP di casa, al Miller Motorsports Park, vince entrambe le gare con un vantaggio di 9 secondi sugli altri piloti. In conclusione del campionato diventa campione del mondo superbike del 2009.

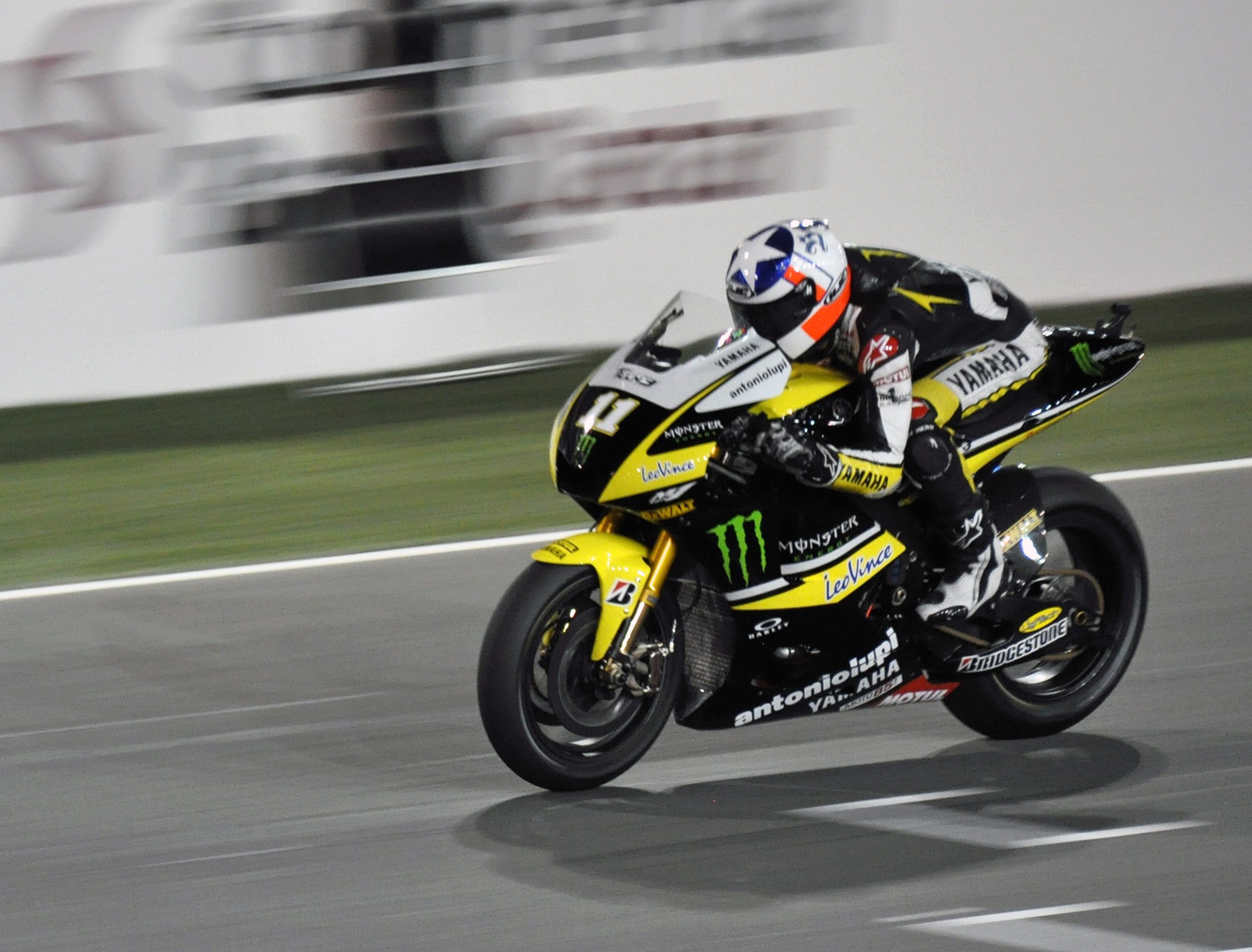
Spies durante il Gran Premio del Qatar 2010.

Dopo aver vinto il campionato mondiale Superbike del 2009 torna in MotoGP prendendo parte all'ultimo gran premio stagionale sul circuito di Valencia dove, in sella ad una Yamaha YZR-M1, ottiene il nono tempo in qualifica e conclude la gara con un settimo posto.
Partecipa all'edizione 2010 del campionato MotoGP con una Yamaha YZR-M1 del team Tech 3, esordendo con un 5º posto alla prima gara nel Qatar. Conquista il suo primo podio a Silverstone chiudendo al 3º posto e il 2º posto a Indianapolis, dove ottiene anche la pole position. Termina la stagione al 6º posto con 176 punti.
Nell'estate del 2010 Ben Spies firma un contratto che lo lega dal 2011 al team Yamaha Factory Racing dove trova come compagno di squadra lo spagnolo Jorge Lorenzo. Nel 2011 ottiene la sua prima vittoria in Olanda, un secondo posto in Comunità Valenciana, due terzi posti (Catalogna e Indianapolis) e termina la stagione al 5º posto con 176 punti. In questa stagione è costretto a saltare il Gran Premio d'Australia a causa di una botta alla testa rimediata nelle qualifiche del GP.
Nel 2012 rimane nello stesso team. Ottiene come miglior risultato due quarti posti (Olanda e Germania) e termina la stagione al 10º posto con 88 punti. In questa stagione è costretto a saltare i Gran Premi d'Australia e Comunità Valenciana a causa della lussazione della spalla destra e della frattura di una costola rimediate nel Gran Premio della Malesia. In generale la stagione 2012 è stata caratterizzata dai numerosi episodi sfortunati, accaduti alla moto, come la rottura del telaietto sotto la sella in Qatar, la rottura del forcellone a Laguna Seca e il guasto al motore ad Indianapolis.
Nel 2013 passa al team Pramac Racing, alla guida di una Ducati Desmosedici; il compagno di squadra è Andrea Iannone. In questa stagione è costretto a saltare i Gran Premi di Spagna, Francia, Italia, Catalogna, Paesi Bassi, Germania e Stati Uniti per risentimenti della lussazione alla spalla destra patita l'anno precedente e i Gran Premi di Indianapolis, Repubblica Ceca e Gran Bretagna per una lussazione alla spalla sinistra rimediata nelle prove libere del GP di Indianapolis. Durante il Gran Premio di San Marino del 2013, il team Pramac comunica ufficialmente che, a causa dell'infortunio, Spies non riuscirà più a correre nessuna delle gare rimanenti della stagione.
Il 26 ottobre 2013, alla fine delle qualifiche del GP di Motegi del mondiale MotoGP, Ben Spies e Ducati annunciano la risoluzione del contratto biennale che li legava, con il conseguente ritiro dalle competizioni del pilota statunitense.

## Risultati in gara

### Motomondiale
| 2008 | Classe | Moto   |  |  |  |  |  |  |  |    |  |  |   |  |  |   |  |  |  |  | Punti | Pos. |
| ---- | ------ | ------ |  |  |  |  |  |  |  | -- |  |  | - |  |  | - |  |  |  |  | ----- | ---- |
| 2008 | MotoGP | Suzuki |  |  |  |  |  |  |  | 14 |  |  | 8 |  |  | 6 |  |  |  |  | 20    | 19º  |

| 2009 | Classe | Moto   |  |  |  |  |  |  |  |  |  |  |  |  |  |  |  |  |   |  | Punti | Pos. |
| ---- | ------ | ------ |  |  |  |  |  |  |  |  |  |  |  |  |  |  |  |  | - |  | ----- | ---- |
| 2009 | MotoGP | Yamaha |  |  |  |  |  |  |  |  |  |  |  |  |  |  |  |  | 7 |  | 9     | 20º  |

| 2010 | Classe | Moto   |   |     |     |   |   |   |   |   |   |   |   |   |   |   |   |   |    |   | Punti | Pos. |
| ---- | ------ | ------ | - | --- | --- | - | - | - | - | - | - | - | - | - | - | - | - | - | -- | - | ----- | ---- |
| 2010 | MotoGP | Yamaha | 5 | Rit | Rit | 7 | 3 | 4 | 6 | 8 | 6 | 4 | 2 | 6 | 5 | 8 | 4 | 5 | NP | 4 | 176   | 6º   |

| 2011 | Classe | Moto   |   |     |     |   |   |     |   |   |   |   |   |   |   |   |   |    |    |   | Punti | Pos. |
| ---- | ------ | ------ | - | --- | --- | - | - | --- | - | - | - | - | - | - | - | - | - | -- | -- | - | ----- | ---- |
| 2011 | MotoGP | Yamaha | 6 | Rit | Rit | 6 | 3 | Rit | 1 | 4 | 5 | 4 | 5 | 3 | 6 | 5 | 6 | NP | AN | 2 | 176   | 5º   |

| 2012 | Classe | Moto   |    |    |   |    |    |   |   |   |    |     |     |     |   |   |     |     |     |     | Punti | Pos. |
| ---- | ------ | ------ | -- | -- | - | -- | -- | - | - | - | -- | --- | --- | --- | - | - | --- | --- | --- | --- | ----- | ---- |
| 2012 | MotoGP | Yamaha | 11 | 11 | 8 | 16 | 10 | 5 | 4 | 4 | 11 | Rit | Rit | Rit | 5 | 5 | Rit | Rit | Inf | Inf | 88    | 10º  |

| 2013 | Classe | Moto   |    |    |  |  |    |  |  |  |  |    |  |  |  |  |  |  |  |  | Punti | Pos. |
| ---- | ------ | ------ | -- | -- |  |  | -- |  |  |  |  | -- |  |  |  |  |  |  |  |  | ----- | ---- |
| 2013 | MotoGP | Ducati | 10 | 13 |  |  | NP |  |  |  |  | NP |  |  |  |  |  |  |  |  | 9     | 21º  |

| Legenda | 1º posto        | 2º posto            | 3º posto            | A punti      | Senza punti        | Grassetto – Pole position Corsivo – Giro più veloce |
| Legenda | Gara non valida | Non qual./Non part. | Ritirato/Non class. | Squalificato | '-' Dato non disp. | Grassetto – Pole position Corsivo – Giro più veloce |

### Campionato mondiale Superbike
| 2009 | Moto   |    |   |   |   |     |   |   |     |    |   |   |     |   |   |   |   |   |   |     |   |   |   |   |   |   |   |   |   | Punti | Pos. |
| ---- | ------ | -- | - | - | - | --- | - | - | --- | -- | - | - | --- | - | - | - | - | - | - | --- | - | - | - | - | - | - | - | - | - | ----- | ---- |
| 2009 | Yamaha | 16 | 1 | 1 | 1 | Rit | 2 | 1 | Rit | 15 | 1 | 3 | Rit | 1 | 1 | 1 | 9 | 1 | 1 | Rit | 1 | 1 | 2 | 4 | 5 | 1 | 4 | 1 | 5 | 462   | 1º   |

| Legenda | 1º posto        | 2º posto            | 3º posto           | A punti      | Senza punti        | Grassetto – Pole position Corsivo – Giro più veloce |
| Legenda | Gara non valida | Non qual./Non part. | Ritirato/Non class | Squalificato | '-' Dato non disp. | Grassetto – Pole position Corsivo – Giro più veloce |